# 교황 심마코
교황 심마코(라틴어: Symmachus PP., 이탈리아어: Papa Simmaco)는 제51대 교황(재위: 498년 11월 22일 - 514년 7월 19일)이다. 그의 재위기간은 대립교황과의 알력으로 잠시도 평화스러웠던 날이 없었다. 사후 기독교의 성인으로 시성되었으며, 축일은 7월 19일이다.

## 생애 초기
심마코는 당시 반달족의 영토였던 사르데냐 태생으로 포르투나투스의 아들이었다. 본래 이교도로 태어난 그는 대부분 귀족 집안 출신이었던 동고트 왕국 시기 다른 교황들과는 달리 비주류였다. 심마코는 로마에 와서 기독교로 개종하고 세례를 받았으며, 교황 아나스타시오 2세에 의해 수석부제로 서품받았다.

## 교황
498년 11월 22일 심마코는 콘스탄티나 성당에서 교황으로 선출되었다. 그러나 같은 날, 산타 프라세데스 성당의 수석사제 라우렌시오가 동로마 제국의 황제 아나스타시우스 1세의 지원과 더불어 동로마 제국을 따르는 소수의 무리로부터 추대받아 성 마리아 성당에서 교황으로 선출되면서 문제가 일어났다. 일단 양측은 고트족 테오도릭 대왕의 중재를 따르기로 합의하였다. 테오도릭 대왕은 상황 설명을 경청한 후에 둘 중에 먼저 선출되고 지지자도 더 많은 사람이 교황으로 받아들여져야 한다고 판정했다. 그리고 이러한 조건에 따라 조사한 결과, 라우렌시오보다는 심마코가 합당한 교황의 조건에 맞기 때문에 그의 선출을 타당한 것으로 받아들이게 되었다. 하지만 라우렌시오의 추종자들은 심마코가 뇌물을 통해 교황직을 샀다고 주장하며 그를 합법적인 교황으로 인정하는 것에 반대하였다. 그들의 주장에 따르면, 심마코가 금화 400솔리두스를 당시 권세가들에게 두루 주며 교황직에 선출되는 것에 도움을 받았다는 것이다.
499년 3월 1일 심마코는 로마 시노드 소집을 선언하였으며, 여기에 72명의 주교와 로마 교구 전체 사제가 참석하였다. 라우렌시오 역시 시노드에 참석하여 나중에 캄파냐 주의 누체리아의 주교로 임명되었다. 《교황 연대표》에 기록된 바에 따르면, 시노드 이후에 심마코가 라우렌시오를 위로하는 차원에서 직접 그를 주교로 수품했으며, 라우렌시오는 심마코에게 교황직을 양보했다고 한다. 그러나 라우렌시오의 지지자들은 심마코가 협박과 회유를 통해 라우렌시오를 강제로 누체리아의 주교로 임명했다고 주장하였다. 한편 시노드는 교황이 살아있는 동안에 장차 차기 교황이 되기 위해 표를 얻으려고 선거 운동을 하거나, 그런 목적으로 모임을 갖는 성직자는 면직시키기로 결의하였다.
501년 라우렌시오의 지지자였던 루피우스 포스투미우스 페스투스 의원은 심마코를 다양한 혐의로 고발하였다. 심마코가 고발당한 혐의는 심마코가 예수 부활 대축일 미사를 모든 교회가 지키고 있는 지정된 날이 아닌 다른 날에 봉헌하도록 명령했다는 것이었다. 고소장을 받은 테오도릭 대왕은 심마코에게 아르미니움에 출두할 것을 지시하였다. 테오도릭 대왕의 부름에 아르미니움에 당도한 심마코는 자신에게 예수 부활 대축일 문제만이 아니라 여러 가지 부정한 행실과 교회 재산 남용을 포함한 각종 혐의가 자신에게 제기될 것이라는 소식을 듣게 되었다. 이에 당황한 심마코는 전전긍긍하다가 한밤중에 수행원 한 사람만을 대동한 채 몰래 아르미니움을 빠져 나갔다. 그러나 그의 도피는 오히려 역효과를 드러냈다. 왜냐하면 그것은 곧 유죄를 인정하는 것으로 간주되었기 때문이었다. 때마침 호시탐탐 기회를 노리던 라우렌시오와 그와 함께 로마 밖으로 추방당한 고위 사제들이 지지 세력을 등에 업고 로마로 귀환하였다. 라우렌시오와 함께 로마로 입성한 알티눔의 베드로 주교는 502년 예수 부활 대축일에 테오도릭 대왕에 의해 로마 교구 행정을 맡는 임무를 맡게 되었다.

### 시노드
테오도릭 대왕은 로마에서 시노드를 소집하여 심마코를 재판하기로 하였으며, 심마코도 이에 동의하였다. 그리하여 라벤나의 베드로 2세와 밀라노의 라우렌시오, 아퀼레이아의 마르첼리아노 등 이탈리아 주교들이 산타 마리아 마조레 대성전에 모여 시노드를 소집하였다. 하지만 시노드는 시작부터 우여곡절이 많았다. 먼저 로마의 주교(교황)인 심마코가 아닌 다른 주교들이 로마 시노드를 주재한 것부터가 도마 위에 올랐는데, 이는 심마코의 말마따나 곧 교황좌가 공석 상태라는 것을 의미하는 것이었기 때문이다. 그리고 교황좌가 공석이 되려면 먼저 심마코의 유죄가 입증되어 그가 교황으로서의 정당하지 않다는 것이 확신될 때에만 가능하며, 이는 곧 심마코의 죄의 유무를 제대로 심사하기도 전에 이미 사실상 판결을 결정해 놓은 것이나 다름없었다. 당시 모인 주교들 대다수도 이에 동의했지만, 테오도릭 대왕의 압력 때문에 이러지도 저러지도 못하고 한동안 교착 상태에 빠지고 말았다. 설상가상 시노드 소집에 반발하는 로마 시민들의 소요가 날이 갈수록 증가하자, 많은 주교가 로마를 빠져나갔다. 그나마 남은 주교들은 테오도릭 대왕에게 라벤나로 시노드를 옮겨 소집하자고 요청하였다. 테오도릭 대왕은 그들의 요구를 묵살하고 그해 9월 1일에 다시 로마에 모여 시노드를 소집할 것을 주문하였다. 시노드는 가까스로 소집되었지만, 시작부터 난관에 부딪혔다. 먼저 테오도릭 대왕이 교황 심마코의 유죄를 확신한다는 내용의 고발장을 제출함에 따라 시노드 측은 심마코의 혐의에 대한 증언을 청취한 다음에 판결을 내려야 했다. 여기에 심마코가 회의장으로 가는 동안 심마코의 지지자들과 라우렌시오의 지지자들이 길에서 만나 서로 싸우게 되었는데, 이 와중에 많은 성직자가 다치거나 죽은 사태가 일어난 것이다. 이에 심마코는 성 베드로 대성전으로 돌아가 칩거하면서 시노드 대표단의 촉구에도 불구하고 성 베드로 대성전 밖으로 한 발자국도 나가지 않았다.
결국 시노드에서는 테오도릭 대왕에게 또다시 탄원하여 시노드를 해산하고 주교들이 자신의 교구로 돌아갈 수 있게 허락해달라고 요청하였다. 테오도릭 대왕은 10월 1일자로 주교들에게 어떻게든 문제를 반드시 해결하라는 답신을 보냈다. 그리하여 502년 10월 23일 주교들은 팔마라고 불리는 곳에서 다시 한 번 시노드를 소집하였으며, 이전 두 회기의 사건들을 되짚어 본 다음 교황은 성 베드로의 후계자이기 때문에 재판할 권리가 없으며, 이 문제는 하느님에게 전적으로 맡겨야 한다는 결정을 내렸다. 더불어 심마코와 대립한 이들은 모두 그와 화해해야 하며, 그의 동의 없이 로마에서 미사를 집전한 성직자들은 누구나 이교를 일으킨 죄로 벌을 받아야 한다고 결의하였다. 밀라노의 라우렌시오와 라벤나의 베드로의 주재 아래 주교 76명이 이 결정에 서명하였다.
시노드의 결정에도 불구하고, 라우렌시오는 로마로 돌아와 이후 4년 동안 로마 내 성당들을 관리하고 페스투스 의원의 지원 아래 사실상 교황으로서 군림하였다. 그 후 로마는 심마코를 따르는 세력과 라우렌시오를 따르는 세력 사이에 언쟁과 소란의 연속이었다. 양측 지지자끼리 맞불 시위를 하던 중에 무력 충돌이 빚어지는 한편 교황을 인간의 법정에서 심판할 수 없다는 심마코의 주장에 힘을 실어주기 위해 과거 교회법정에서 내려진 판결들을 위조한 문서들(이른바 심마코의 위조 문서)이 만들어졌다. 외교적으로는 밀라노의 엔노디오 부제와 추방당한 디오스코로 부제가 양측 간 분쟁에 개입한 테오도릭 대왕을 설득하기 위해 중재를 벌였다. 테오도릭 대왕은 라우렌시오가 교황이 되도록 이미 허락하였으므로 심기가 불편하였지만, 마침내 506년에 라우렌시오에 대한 지지를 포기하고 페스투스 의원에세 로마 교회에 대한 권리를 심마코에게 양도할 것을 지시하였다.
513년 아를의 주교 체사리오는 이탈리아에 구금되어 있는 동안 교황 심마코를 알현하였다. 심마코를 알현한 체사리오는 그에게서 팔리움을 수여받았다. 이것이 계기가 되어 체사리오는 주교로서 자신의 권위 확립을 도와달라는 요청을 담은 서신을 심마코에게 써서 보냈으며, 심마코는 교황 수위권에 대한 외부의 지지를 모으기 위해 체사리오를 물심양면으로 지원하였다.
한편, 교황 심마코는 아리우스주의를 추종한 반달족에 의해 아프리카와 사르데냐에서 추방당한 가톨릭 주교들에게 돈과 입을 것을 제공하였다. 또한 그는 이탈리아 북부 출신의 죄수들을 구출하기 위해 그들의 몸값을 지불했으며, 풀려난 그들에게 일정량의 구호금까지 주었다.

## 같이 보기
- 교황 목록